# Armando Aste
Armando Aste (Reviano, 6 gennaio 1926 – Rovereto, 1º settembre 2017) è stato un alpinista italiano, tra i più influenti del dopoguerra.

## Biografia
Aste cominciò ad arrampicare grazie alle iniziative dell'associazione giovanile Ezio Polo e negli anni '50 e '60 divenne uno degli alpinisti di punta del Trentino, insieme all'amico Cesare Maestri.
Il suo terreno d'azione prediletto furono le Dolomiti, in particolare il Gruppo di Brenta, dove tracciò numerosi itinerari ancora oggi tra i più grandiosi e ripeté in solitaria altre grandi vie. Uno dei suoi primi compagni di cordata fu Fausto Susatti deceduto in seguito ad una caduta durante il tentativo di apertura di una nuova via sulla Cima Wilma.
Aste fece parte della prima ascensione della parete nord dell'Eiger di un gruppo di alpinisti italiani nel 1962 composto da Pierlorenzo Acquistapace, Gildo Airoldi, Andrea Mellano, Romano Perego e Franco Solina. 
Fu anche uno dei primi alpinisti a scalare la torre sud delle Torres del Paine in Patagonia. La sua attività vanta numerose aperture di nuove vie di salita sulle Ande e sulle pareti delle Dolomiti, per esempio, la via Aste-Susatti sulla parete Nord Ovest della Punta Civetta - prima salita con Fausto Susatti il 26-28 agosto 1954.

## Principali salite sulle Dolomiti
Le vette delle Dolomiti sulle quali Aste ha aperto una nuova via sono:
- Cima d'Ambiez (Dolomiti di Brenta), con Franco Salice, 1952
- Cima di Pratofiorito (Dolomiti di Brenta), con Fausto Susatti, 31 luglio - 1 agosto 1953,
- Punta Civetta (Civetta) con Fausto Susatti nel 1954,
- Cima d'Ambiez (Dolomiti di Brenta) "via della Concordia", con Angelo Miorandi, Andrea Oggioni e Josve Aiazzi 30 giugno - 1 luglio 1955,
- Monte Serauta (Marmolada) "via Ezio Polo" con Toni Gross, 17 -20 settembre 1958,
- Focobon, (Pale di San Martino) insieme con Franco Solina, 16 - 19 agosto 1958,
- Torre del Focobon (Pale di San Martino), con Josve Aiazzi, 21 -22 luglio 1959,
- Piz Serauta, (Marmolada) "via della Madonna Assunta", con Franco Solina, 10 - 15 agosto 1959,
- Crozzon di Brenta, con Milo Navasa 26 - 28 agosto 1959,
- Cima Ombretta, (Marmolada) con Franco Solina, 24 - 29 agosto 1964; lungo la "Via dell'Ideale", ripetuta per la prima volta da Reinhold Messner.
- Punta Rocca (Marmolada) "via della canna d'organo" con Franco Solina, agosto 1965,
- Anticima N della Busazza (Civetta) "via Angelo Bozzetti"

## Opere
Aste è autore di alcuni libri: 
- Pilastri del cielo, Reverdito Editore, 1975.
- Cuore di roccia, Manfrini Stampatori, 1988. A cui ha fatto seguito la nuova edizione aggiornata e corretta con il titolo  Pilastri del Cielo, Nordpress, 2000.
- Alpinismo Epistolare - Testimonianze, Nuovi Sentieri Editore, 2011.
- Commiato, Nuovi Sentieri, 2014.
- Nella Luce dei Monti, Nuovi Sentieri, 2015.
- Stagioni della mia vita, Nuovi Sentieri, 2016.
- L'Angelina - Vita agresta di un tempo lontano, Nuovi Sentieri 2017. Pubblicato postumo.

### Filmografia
- Andrea Azzetti e Federico Massa, Il cercatore d'infinito, 2020. Documentario di 47'.